# Furuta Atsuyoshi
Furuta Atsuyoshi (sinh ngày 27 tháng 10 năm 1952) là một cầu thủ bóng đá người Nhật Bản.

## Đội tuyển bóng đá quốc gia Nhật Bản
Furuta Atsuyoshi thi đấu cho đội tuyển bóng đá quốc gia Nhật Bản từ năm 1971 đến 1978.

## Thống kê sự nghiệp
| Đội tuyển bóng đá Nhật Bản | Đội tuyển bóng đá Nhật Bản | Đội tuyển bóng đá Nhật Bản |
| Năm                        | Trận                       | Bàn                        |
| -------------------------- | -------------------------- | -------------------------- |
| 1971                       | 1                          | 0                          |
| 1972                       | 4                          | 0                          |
| 1973                       | 3                          | 0                          |
| 1974                       | 5                          | 0                          |
| 1975                       | 11                         | 0                          |
| 1976                       | 2                          | 0                          |
| 1977                       | 0                          | 0                          |
| 1978                       | 6                          | 0                          |
| Tổng cộng                  | 32                         | 0                          |